# Raimond
Raimond ist eine Variante des männlichen Vornamens Raimund, die regelmäßig insbesondere in Estland auftritt. Eine estnische und lettische Kurzform des Namens ist Raivo.

## Herkunft und Bedeutung
→ Siehe Hauptartikel Raimund

## Vorname
- Raimond Aumann (* 1963), deutscher Fußballspieler
- Raimond Burgman (* 1964), niederländischer Karambolagespieler
- Raimond Castaing (1921–1998), französischer Physiker
- Raimond van der Gouw (* 1963), niederländischer Fußballspieler
- Raimond Hilger (* 1965), deutscher Eishockeyspieler
- Raimond Kaugver (1926–1992), estnischer Schriftsteller
- Raimond Kolk (1924–1992), estnischer Schriftsteller
- Raimond Lätte (1931–1997), estnischer Komponist
- Raimond Mairose († 1427), Kardinal der römisch-katholischen Kirche
- Raimond Põder (1903–nach 1921), estnischer Fußballspieler
- Raimond Sele (* 1948), liechtensteinischer Sportschütze
- Raimond de Turenne (1352–1413), Capitaine des Armes des Comtat Venaissin, Päpstlicher Hauptmann
- Raimond Turkonjak (* 1949), ukrainischer Bibelübersetzer und Theologe, Archimandrit der Ukrainischen griechisch-katholischen Kirche
- Raimond Valgre (1913–1949), estnischer Komponist

## Familienname
- Jean-Bernard Raimond (1926–2016), französischer Politiker (RRP)
- Jean-Michel Raimond (* 1955), französischer Physiker
- Julien Raimond (1744–1801), französischer Politiker und Kolonist auf Haiti